# مینی‌ماکس
مینی‌ماکس (انگلیسی: Minimax) شرکت رسانه‌ای رومانیایی است، که در سال ۱۹۹۹ تأسیس شد.